# Trần Văn Hằng
Trần Văn Hằng (sinh năm 1953) là một chính trị gia người Việt Nam. Ông có bằng tiến sĩ Kinh tế. Ông nguyên là Ủy viên Ban Chấp hành Trung ương Đảng Cộng sản Việt Nam khoá X, XI, nguyên Phó Trưởng Ban Tuyên giáo Trung ương, nguyên Trưởng Ban Đối ngoại Trung ương Đảng Cộng sản Việt Nam, nguyên Bí thư Tỉnh ủy Nghệ An, nguyên Ủy viên Thường vụ Quốc hội, Chủ nhiệm Ủy ban Đối ngoại Quốc hội.

## Tiểu sử
- Ông Trần Văn Hằng sinh ngày 4 tháng 3 năm 1953 tại xã Thanh Lĩnh, huyện Thanh Chương, tỉnh Nghệ An.
- Từ năm 1973 đến năm 1978, ông học tại Đại học Kinh tế Quốc dân Plekhanov (Liên Xô cũ).
- Từ tháng 1/1979 đến tháng 8/1986, ông làm Bí thư Đoàn Thanh niên Cộng sản Hồ Chí Minh, Viện Khoa học Lao động thuộc Bộ Lao động - Thương binh và Xã hội.
- Từ tháng 9/1986 đến tháng 2/1987, ông là phó trưởng Phòng Tiền lương- Tiền thưởng- Mức sống, Viện Khoa học Lao động thuộc Bộ Lao động - Thương binh và Xã hội.
- Từ tháng 3/1987 đến tháng 4/1991, là Uỷ viên Ban Chấp hành Trung ương Đoàn THCS Hồ Chí Minh, Thư ký Bộ trưởng, Trưởng phòng Tổng hợp Văn phòng, Trưởng phòng Vụ Quan hệ Quốc tế, Bộ Lao động - Thương binh và Xã hội.
- Từ tháng 5/1991 đến tháng 9/1992, là phó Vụ trưởng Vụ Quan hệ quốc tế, Bộ Lao động - Thương binh và Xã hội.
- Từ tháng 10/1992 đến tháng 10/1993, là phó Cục trưởng, quyền Cục trưởng Cục hợp tác Quốc tế về lao động, Bộ Lao động- Thương binh và Xã hội.
- Từ tháng 11/1993 đến tháng 5/2003, là Cục trưởng Cục Hợp tác quốc tế về lao động, Bộ LĐ-TB&XH.
- Từ 1994 đến 1996, ông làm nghiên cứu sinh tại Viện kinh tế học- Học viện Chính trị Quốc gia Hồ Chí Minh và bảo vệ luận án Tiến sĩ Kinh tế năm 1996.
- Vào tháng 10 - 12/1996 và 9 - 11/2002, ông học Quản lý Nhà nước thuộc Học viện Hành chính Quốc gia
- Từ năm 1998 đến năm 2000, ông học Lý luận Chính trị chương trình cao cấp tại Học viện Chính trị Quốc gia Hồ Chí Minh.
- Từ tháng 6/2003 đến 10/2003, ông được chính phủ bổ nhiệm Thứ trưởng Bộ Lao động - Thương binh và Xã hội.
- Từ tháng 11/2003 đến tháng 12/2005, ông được Ban Chấp hành Trung ương Đảng điều về làm Phó Bí thư Tỉnh uỷ Sóc Trăng.
- Từ tháng 1/2006 đến tháng 12/2006, ông được bổ nhiệm làm Phó Trưởng ban Đối ngoại Trung ương, Bí thư Ban cán sự Đảng ngoài nước; Ủy viên Ban Chấp hành Trung ương Đảng khoá X (từ tháng 4/2006).
- Năm 2007, ông là Trưởng ban Đối ngoại Trung ương Đảng.
- Ngày 10/7/2009 ông được Trung ương luân chuyển, điều động về làm Bí thư tỉnh ủy Nghệ An.[1]
- Ngày 17/10/2010 ông thôi giữ chức Bí thư Tỉnh ủy Nghệ An, được điều về Hà Nội nhận nhiệm vụ mới làm Phó Trưởng ban Tuyên giáo Trung ương.
- Quốc hội khóa XIII bầu ông làm Chủ nhiệm Ủy ban Đối ngoại của Quốc hội.